# Pierre-Toussaint Durand de Maillane
Pour les articles homonymes, voir Pierre Durand et Durand.
Pierre-Toussaint Durand de Maillane, né le 1er novembre 1729 à Saint-Rémy-de-Provence (généralité de Provence, actuel département des Bouches-du-Rhône), mort le 30 juillet 1814 dans la même ville, est un avocat et un canoniste de l'Ancien régime et un homme politique de la Révolution française.

## Biographie

### Mandat à la Constituante
En 1789, Pierre-Toussaint Durand de Maillane est élu représentant du tiers état pour la sénéchaussée d'Arles, le deuxième et dernier, aux États généraux. 
Il siège sur les bancs de la gauche de l'Assemblée nationale constituante. Le 20 juin 1789, il prête le serment du Jeu de Paume. Le 4 mai 1791, il vote en faveur du rattachement du Comtat Venaissin à la France. Le 12 mai, il vote en faveur de l'égalité entre les hommes blancs et les hommes libres de couleur dans les colonies. Il fréquente, parallèlement à son mandat, le club des Jacobins. 
Le 9 octobre 1790, il est élu secrétaire du bureau de l'Assemblée aux côtés de Jean-Pierre Boullé et de Charles Regnault, sous la présidence de Philippe-Antoine Merlin. 

### Mandat à la Convention
La monarchie constitutionnelle mise en application par la constitution du 3 septembre 1791 prend fin à l'issue de la journée du 10 août 1792 : les bataillons de fédérés bretons et marseillais et les insurgés des faubourgs de Paris prennent le palais des Tuileries. Louis XVI est suspendu et incarcéré avec sa famille à la tour du Temple. 
En septembre 1792, Pierre-Toussaint Durand de Maillane est élu député du département des Bouches-du-Rhône, le sixième sur douze, à la Convention nationale. 
Il siège sur les bancs de la Plaine. Lors du procès de Louis XVI, il vote « la détention, et le bannissement à la paix, sous peine de mort ». Il vote en faveur de l'appel au peuple mais ne participe pas au dernier appel nominal relatif au sursis à l'exécution de la peine. Le 13 avril 1793, il est absent lors du scrutin sur la mise en accusation de Jean-Paul Marat. Le 28 mai, il vote en faveur du rétablissement de la Commission des Douze. 

Le 9 ventôse an II (le 27 février 1794), Durand de Maillane adresse une lettre dans laquelle il félicite Maximilien de Robespierre (député de la Seine) pour ses opinions sur la liberté des cultes et pour son action en faveur des « soixante-treize » girondins incarcérés. L'historien Jacques Solé estime : 
[Robespierre] pouvait penser compter sur le concours [...] de révolutionnaires modérés, de formation chrétienne et tenant, comme lui, à la rigueur morale et à la correction de l'allure extérieur. 
Après la chute de Robespierre, Durand de Maillane prend part à la réaction thermidorienne. 

Le 4 floréal an III (le 23 avril 1795), la Commission des Onze, chargée de rédiger le projet constitutionnel, est élue. Le 17 floréal (le 6 mai), à la faveur de la démission de Jean-Jacques-Régis de Cambacérès (député de l'Hérault), d'Emmanuel-Joseph Sieyès (député de la Sarthe) et de Philippe-Antoine Merlin (député du Nord), qui optent tous les trois pour le Comité de Salut public, il est élu à la Commission aux côtés de Jean-Denis Lanjuinais (député d'Ille-et-Vilaine) et de Pierre Baudin (député des Ardennes). L'historienne Christine Le Bozec affirme : 
[...] aux Lanjuinais, Boissy, Lesage et Durand-Maillane, ainsi qu'aux Daunou, Thibaudeau et Creuzé-Latouche, il apparaît que la république peut être un régime d'ordre et de conservation sociale. [...] La raison pour laquelle nous les qualifions pleinement de « républicains opportunistes » c'est qu'ils ont une vision intéressée de la république, comme moyen conservateur [...]. 
Le 17 messidor an III (le 5 juillet 1795), il est envoyé en mission dans le département du Var « pour y rétablir l'ordre » et « épurer les autorités constituées ».  

### Mandat aux Anciens
Sous le Directoire, en vendémiaire an IV (octobre 1795), Pierre-Toussaint Durand de Maillane est réélu député et siège au Conseil des Anciens. Il est tiré au sort pour quitter le Conseil le 1er prairial an V (le 20 mai 1797).  

## Pour approfondir